# Gregorio: cabaret dell'800
Gregorio: cabaret dell'800 è un'opera teatrale di Carmelo Bene andata in scena per la prima volta nel 1961 al Teatro Ridotto dell'Eliseo di Roma.
Nel 1963 è stata riproposta un'edizione rielaborata intitolata Addio porco al Teatro Laboratorio di Roma.

## Accoglienza
L'opera, sia nell'edizione romana che in quella milanese, anche se fortemente innovativa, non fu capita da critica e pubblico, che gridarono subito allo scandalo. Gregorio: Cabaret 800, consisteva nella lettura di poesie di poeti ottocenteschi fra cui anche Manzoni. L'innovazione consisteva nella "dissacrazione dei classici" che sulla scena venivano presentati da contorsioni, capriole e ammucchiate, mentre venivano declamate le poesie. Questi momenti erano definiti da Bene "conseguenze beckettiane".
Tale insuccesso, sommandosi al precedente (Lo strano caso del dottor Jekyll e del signor Hyde), comporterà per gli allora coniugi Carmelo Bene e Giuliana Rossi un periodo piuttosto difficile di ristrettezze economiche. 